# Stanetinci, Sveti Jurij ob Ščavnici
Stanetinci este o localitate din comuna Sveti Jurij ob Ščavnici, Slovenia, cu o populație de 95 de locuitori.